# Mariä Aufnahme in den Himmel (Butschatsch)
Koordinaten: 49° 3′ 41″ N, 25° 23′ 36,5″ O
Die Kirche Mariä Aufnahme in den Himmel (ukrainisch Костел Внебовзяття Пресвятої Діви Марії/Kostel Wnebowsjatt'ja Preswjatoji Diwy Mariji) ist ein Kirchengebäude der Römisch-katholischen Kirche in der Ukraine in der Stadt Butschatsch im Westen der Ukraine.
Die Kirche in Kreuzform wurde zwischen 1760 und 1763 erbaut und am 14. August 1763 geweiht. Kirchengründer war der Magnat, Mäzen und Kaniwer Starost Nikolaus Basilius Potocki. Der Architekt war Bernhard Meretyn oder Martin Urbanik. Am Schnittpunkt der Kreuzarme sitzt auf den abgewalmten Dächern ein kleiner achtseitiger Turm mit Laterne auf.